# Попов, Алексей Борисович
Алексей Борисович Попов (род. 28 марта 1960 года, Химки, Московская область, РСФСР, СССР) — российский художник-график, член-корреспондент Российской академии художеств (2012). Заслуженный художник Российской Федерации (2019).

## Биография
Родился 28 марта 1960 года в Химках Московской области, живёт и работает в Московской области.
В 1984 году — окончил Московское художественное училище памяти 1905 года.
В 1993 году — окончил Московский художественный институт имени В. И. Сурикова, мастерская станковой графики профессора Н. А. Пономарева.
Стажировался в творческих мастерских Российской Академии художеств у академика А. Д. Шмаринова.
С 1994 года — член Московского Союза художников.
В 2012 году — избран членом-корреспондентом Российской академии художеств от Отделения графики.
С 2012 года — доцент Академии акварели и изящных искусств Сергея Андрияки.
Член правления объединения «Станковая графика» Московского Союза художников, член графической комиссии Союза художников России.

## Творческая деятельность
Основные произведения: офортные серии — «Соловки», «В храме», «Фрески»; пейзажи в темперной технике — «Летний день», «Прудик», «Вечер».
Участвовал в росписи Храма Христа Спасителя в Москве.
Произведения находятся в частных собраниях России и за рубежом.
С 1983 года — участник выставочной деятельности Московского Союза художников, Союза художников России и Российской Академии художеств, участник более 50 выставок.

## Награды
- Заслуженный художник Российской Федерации (2019)[1]
- Премия Министерства культуры Российской Федерации (2014)